# Анохин, Леонид Демидович
Леони́д Деми́дович Ано́хин (род. 10 декабря 1933, Боково-Антрацит, Украинская ССР) — советский и российский учёный-агроном, ветеран агропромышленного комплекса, Герой Социалистического Труда (1972).

## Биография
Родился 10 декабря 1933 года в городе Боково-Антрацит Донецкой (ныне Луганской) области в семье шахтёра. После окончания средней школы поступил и в 1955 году окончил Ворошиловградский институт сельского хозяйства, получив квалификацию учёного-агронома. По комсомольской путёвке поехал на освоение целинных земель Томской области. В 1955—1957 годах работал агрономом при колхозе «Комсомолец» (с. Ново-Кусково), затем в 1957 году был назначен главным агрономом на Митрофановской МТС (Асиновский район). В 1958 году переведён в совхоз «Томский» (Томский район, село Лоскутово), где работал до 2002 года. В 1967 году был назначен заместителем генерального директора по производству ОПХ — опытно-производственного хозяйства, созданного объединением бывшего совхоза «Томский» и Томской государственной сельскохозяйственной опытно-научной станции. В 1972—1984 гг. был генеральным директором этого хозяйства, которое с 1976 года стало называться ОПХ имени Сидоренко. Л. Д. Анохин организовал научно-обоснованный севооборот, усилил подкормку органическими и минеральными удобрениями, активно использовал средства защиты растений от сорняков и вредителей. Принятые меры способствовали тому, что в 1966—1970 его ОПХ показала самую высокую урожайность по зерновым, овощам, картофелю и кормовой кукурузе.
В 1968 году, в числе первых агрономов Томской области, получил звание заслуженного агронома РСФСР. В 1972 года за успехи растениеводстве Л. Д. Анохину было присвоено звание Героя Социалистического Труда с вручением медали «Серп и Молот» и ордена Ленина.
В 1984 году, когда Томская государственная сельскохозяйственная опытная станция выделилась в самостоятельное предприятие из состава ОПХ имени Б. Н. Сидоренко, Анохин перешёл на должность заведующего лабораторией земледелия, семеноводства и селекции льна этой Опытной станции. Одновременно вёл преподавательскую работу на кафедре сельского хозяйства биолого-почвенного факультета Томского государственного университета (ныне — Биологический институт) Томского государственного университета до настоящего времени.
Кандидат экономических наук — в 1976 году защитил диссертацию по специальности «экономика» во Всероссийском НИИ труда и управления в сельском хозяйстве города Москвы. Рационализатор в области сельского хозяйства.
Живёт в Томске, преподаёт в ТГУ.

## Награды
- Золотая звезда «Серп и Молот» Героя Социалистического Труда (1972)
- орден Ленина (1972)
- орден Трудового Красного Знамени (1976)
- нагрудный знак «Заслуженный агроном РСФСР»
- орден «Томская слава», 11.12.2013, номер награды — № 5
- медаль «За освоение целинных земель» СССР
- грамоты, дипломы, благодарственные письма